# Брандон (Ирландия)
Брандон (англ. Brandon; ирл. Cé Bhréanainn) — деревня в Ирландии, находится в графстве Керри (провинция Манстер).
Население — 133 человека (по переписи 2002 года).